# آپارتمان‌های کوچک
آپارتمان‌های کوچک (به انگلیسی: Small Apartments) یک فیلم کمدی و مستقل آمریکایی محصول سال ۲۰۱۲ به کارگردانی یوناس اوکرلوند است. داستان فرانکلین با بازی مت لوکاس است که به اشتباه صاحبخانه خود آقای اولیوتی با بازی پیتر استورماره را می‌کشد. دولف لاندگرن، جانی ناکسویل، جیمز کان، بیلی کریستال، جونو تمپل، ربل ویلسون، سافرون باروز و آماندا پلامر در این فیلم به ایفای نقش پرداخته‌اند. فیلمنامه توسط کریس میلیس نوشته شده و از رمان خودش اقتباس شده‌است. این فیلم برای اولین بار در جشنواره فیلم جنوب از جنوب غربی در ۱۰ مارس ۲۰۱۲ به نمایش درآمد.

## تولید
فیلمبرداری ۲۰ روز طول کشید و در آوریل ۲۰۱۱ به پایان رسید.